# Manuel Gómez de la Torre
Manuel Jesús Martín Gómez de la Torre Araníbar (Arequipa, 4 de abril de 1963) es un militar peruano en situación de retiro. Ocupó el cargo del Jefe del Comando Conjunto de las Fuerzas Armadas del Perú desde el 28 de julio de 2021 al 27 de diciembre de 2023.

## Biografía
En 1984 se graduó de la Escuela Militar de Chorrillos con el grado de alférez, del arma de artillería, siendo integrante de la promoción "Héroes de Pucará y Marcavalle", promoción de la que formó parte el expresidente Ollanta Humala. Ocupó los cargos de comandante general de la Cuarta División de Ejército y comandante del CE-VRAEM, comandante general de la Primera División de Ejército y comandante del Comando Operacional del Norte, comandante general de 2.ª Brigada de Infantería – Cuarta División de Ejército – VRAEM, entre otros. Desde 2018, se desempeñaba como jefe del Estado Mayor General del Ejército del Perú. Fue partícipe de la campaña "Hombres por la igualdad" que causó polémica por el uso de mandiles rosados.